# Berchidda
Berchidda (sardinski: Belchìdda, galurski: Bilchìdda) je grad i općina (comune) u pokrajini Sassariju u regiji Sardiniji, Italija. Nalazi se na nadmorskoj visini od 290 metara i ima 2 773 stanovnika.
 Prostire se na 201,88 km2. Gustoća naseljenosti je 14 st/km2.
Susjedne općine su: Alà dei Sardi, Calangianus, Monti, Oschiri i Tempio Pausania.